# Auletobius rufipennis
Espèce
Auletobius rufipennis  est une espèce d'insectes appartenant à la famille des Attelabidae.